# HK Varberg
Handbollsklubben Varberg (HK Varberg) är en handbollsklubb från Varberg i Hallands län, bildad 1973 efter att Varbergs BoIS lagt ned sin handbollsverksamhet. Under 1990-talet gjorde klubben en nystart. Sedan 2000-talet har man cirka 350–400 aktiva medlemmar. Klubbens hemmaarena är Idrottshallen med adress Danska vägen 5. Damlaget spelar i division 3. Herrlaget spelade 2012–2019 i Allsvenskan och tog sedan upp klivet upp till Handbollsligan 2019/2020. De åkte sedan ur handbollsligan inför säsongen 2021/2022 då de återigen spelar i Allsvenskan. Ungdomslagen omfattar pojkar och flickor i åldrarna 7–18 år.
Klubben har deltagit i två ungdoms-SM-slutspel. På ungdomssidan 2003 blev P86 7:a och 2007 blev P92 6:a. Dessa kullar var sedan stommen i det herrlag som avancerade från division 3 till allsvenskan mellan åren 2006 och 2012. De tre första säsongerna i allsvenskan tvingades man kvala sig kvar. Säsongen 2017/2018 slutade man tvåa i serien och förlorade kvalet upp till handbollsligan när de då åkte ut mot HIF Karlskrona efter 2–3 i matcher.

## Spelare i urval
- Göran Bengtsson
- Tobias Bengtsson (–2005, 2010–2020)
- Albin Lagergren (–2011, 2012–2013)
- Daniel Lindgren (–2005, 2015–2020)